# Władcy Styrii

## Marchia Styrii

### Dynastia Ottokarów
| # | Imię            |          | Lata życia | Lata życia           | Czas rządów          | Czas rządów          | Rodzice                           |
| # | Imię            | Urodzony | Zmarł      | Od                   | Do                   |                      | Rodzice                           |
| - | --------------- | -------- | ---------- | -------------------- | -------------------- | -------------------- | --------------------------------- |
| 1 | Ottokar I       |          | ?          | 29 marca 1075        | 1056                 | 1075                 | Otakar V Willibirg                |
| 2 | Adalbert        |          | ?          | 1082                 | 1075                 | 1082                 | Ottokar I Willibirg z Karyntii    |
| 3 | Ottokar II      |          | ?          | 28 listopada 1122    | 1082                 | 28 listopada 1122    | Ottokar I Willibirg z Karyntii    |
| 4 | Leopold I Mocny |          | ?          | 26 października 1129 | 28 listopada 1122    | 26 października 1129 | Ottokar II Elżbieta               |
| 5 | Ottokar III     |          | ok. 1125   | 31 grudnia 1164      | 26 października 1129 | 31 grudnia 1164      | Leopold I Mocny Zofia             |
| 6 | Ottokar IV      |          | 1163       | 8 maja 1192          | 31 grudnia 1164      | 1180                 | Ottokar III Kunegunda von Vohburg |

## Księstwo Styrii
W 1180 roku, Styria została podniesiona do rangi księstwa.

### Dynastia Ottokarów
| # | Imię       |          | Lata życia | Lata życia  | Czas rządów | Czas rządów | Rodzice                           |
| # | Imię       | Urodzony | Zmarł      | Od          | Do          |             | Rodzice                           |
| - | ---------- | -------- | ---------- | ----------- | ----------- | ----------- | --------------------------------- |
| 1 | Ottokar IV |          | 1163       | 8 maja 1192 | 1180        | 8 maja 1192 | Ottokar III Kunegunda von Vohburg |

### Dynastia Babenbergów
| # | Imię               |          | Lata życia                      | Lata życia                          | Czas rządów     | Czas rządów     | Rodzice                               |
| # | Imię               | Urodzony | Zmarł                           | Od                                  | Do              |                 | Rodzice                               |
| - | ------------------ | -------- | ------------------------------- | ----------------------------------- | --------------- | --------------- | ------------------------------------- |
| 2 | Leopold V Cnotliwy |          | 1157                            | 31 grudnia 1194 Graz                | 1192            | 31 grudnia 1194 | Henryk II Jasomirgott Teodora Komnena |
| 3 | Leopold VI Sławny  |          | 15 października 1176            | 28 lipca 1230 San Germano           | 31 grudnia 1194 | 28 lipca 1230   | Leopold V Helena Węgierska            |
| 4 | Fryderyk II Bitny  |          | 15 czerwca 1201 Wiener Neustadt | 15 czerwca 1246 w bitwie nad Litawą | 28 lipca 1230   | 15 czerwca 1246 | Leopold VI Sławny Teodora Angelina    |

1246–1276 : walki o księstwo pomiędzy Królestwem Czech, Królestwem Węgier i Habsburgami
| #  | Imię                                               |          | Lata życia                  | Lata życia                  | Czas rządów         | Czas rządów          | Rodzice                                  |
| #  | Imię                                               | Urodzony | Zmarł                       | Od                          | Do                  |                      | Rodzice                                  |
| -- | -------------------------------------------------- | -------- | --------------------------- | --------------------------- | ------------------- | -------------------- | ---------------------------------------- |
| 5  | Władysław                                          |          | ok. 1227                    | 3 stycznia 1247             | 15 czerwca 1246     | 3 stycznia 1247      | Wacław I Czeski Kunegunda Hohenstauf     |
| 6  | Herman VI Badeński                                 |          | ok. 1225                    | 4 października 1250         | 14 września 1248    | 4 października 1250  | Herman V Badeński Irmengarda Brunszwicka |
| 7  | Fryderyk I Badeński Friedrich von Baden Pretendent |          | 1249 Alland                 | 29 października 1268 Neapol | 4 października 1250 | 29 października 1268 | Herman VI Badeński Gertruda Babenberg    |
| 8  | Przemysł Ottokar II                                |          | ok. 1233                    | 26 sierpnia 1278 Dürnkrut   | 1251                | 21 listopada 1276    | Wacław I Czeski Kunegunda Hohenstauf     |
| 9  | Bela IV                                            |          | 29 listopada 1206 Ostrzyhom | 3 maja 1270 Buda            | 1254                | 1258                 | Andrzej II węgierski Gertruda z Meran    |
| 10 | Stefan V węgierski                                 |          | 18 października 1239        | 6 sierpnia 1272             | 1258                | 1260                 | Bela IV Maria Laskarina                  |

### Dynastia Habsburgów
| #  | Imię                     |          | Lata życia                    | Lata życia                         | Czas rządów       | Czas rządów                | Rodzice                                     |
| #  | Imię                     | Urodzony | Zmarł                         | Od                                 | Do                |                            | Rodzice                                     |
| -- | ------------------------ | -------- | ----------------------------- | ---------------------------------- | ----------------- | -------------------------- | ------------------------------------------- |
| 11 | Rudolf I                 |          | 1 maja 1218 Limburg nad Lahn  | 15 lipca 1291 Spira                | 21 listopada 1276 | 27 grudnia 1282            | Albrecht IV von Habsburg Jadwiga von Kyburg |
| 12 | Rudolf II                |          | 1270 Rheinfelden              | 10 maja 1290 Praga                 | 27 grudnia 1282   | 1 czerwca 1283 Abdykował   | Rudolf I Habsburg Gertruda von Hohenberg    |
| 13 | Albrecht I               |          | lipiec 1255 Rheinfelden       | 1 maja 1308 Brugg                  | 27 grudnia 1282   | 1 maja 1308                | Rudolf I Habsburg Gertruda von Hohenberg    |
| 14 | Rudolf III               |          | ok. 1281                      | 3/4 lipca 1307 Horažďovice         | 21 listopada 1298 | 3/4 lipca 1307             | Albrecht I Habsburg Elżbieta Tyrolska       |
| 15 | Leopold I                |          | 4 sierpnia 1290 Wiedeń        | 28 lutego 1326 Strasburg           | 1 maja 1308       | 28 lutego 1326             | Albrecht I Habsburg Elżbieta Tyrolska       |
| 16 | Fryderyk III Piękny      |          | 1289 Wiedeń                   | 13 stycznia 1330 Gutenstein        | 1 maja 1308       | 13 stycznia 1330           | Albrecht I Habsburg Elżbieta Tyrolska       |
| 17 | Albrecht II Kulawy       |          | 12 grudnia 1298 Habsburg      | 16 sierpnia 1358 Wiedeń            | 13 stycznia 1330  | 16 sierpnia 1358           | Albrecht I Habsburg Elżbieta Tyrolska       |
| 18 | Otto Wesoły              |          | 23 lipca 1301 Wiedeń          | 17 lutego 1339 Neuberg an der Mürz | 13 stycznia 1330  | 17 lutego 1339             | Albrecht I Habsburg Elżbieta Tyrolska       |
| 19 | Rudolf IV Założyciel     |          | 1 listopada 1339 Wiedeń       | 27 lipca 1365 Mediolan             | 16 sierpnia 1358  | 27 lipca 1365              | Albrecht II Kulawy Joanna von Pfirt         |
| 20 | Leopold III              |          | 1 listopada 1351 Wiedeń       | 9 lipca 1386 Sempach               | 27 lipca 1365     | 9 lipca 1386               | Albrecht II Kulawy Joanna von Pfirt         |
| 21 | Wilhelm I Uprzejmy       |          | ok. 1370 Wiedeń               | 15 lipca 1406 Wiedeń               | 9 lipca 1386      | 15 lipca 1406              | Leopold III Habsburg Viridis Visconti       |
| 22 | Ernest Żelazny           |          | 1377 Bruck an der Mur         | 10 czerwca 1424 Bruck an der Mur   | 15 lipca 1406     | 10 czerwca 1424            | Leopold III Habsburg Viridis Visconti       |
| 23 | Albrecht VI Habsburg     |          | 12 grudnia 1418 Wiedeń        | 2 grudnia 1463 Wiedeń              | 10 czerwca 1424   | 2 grudnia 1463             | Ernest Żelazny Cymbarka                     |
| 24 | Fryderyk III Habsburg    |          | 21 września 1415 Innsbruck    | 18 sierpnia 1493 Linz              | 10 czerwca 1424   | 18 sierpnia 1493           | Ernest Żelazny Cymbarka                     |
| 25 | Maksymilian I            |          | 22 marca 1459 Wiener Neustadt | 12 stycznia 1519 Wels              | 18 sierpnia 1493  | 12 stycznia 1519           | Fryderyk V Habsburg Eleonora Aviz           |
| 26 | Karol I                  |          | 24 lutego 1500 Gent           | 21 września 1558 Yuste             | 12 stycznia 1519  | 28 kwietnia 1521 Abdykował | Filip I Piękny Joanna Szalona               |
| 27 | Ferdynand I Ferdinand I. |          | 10 marca 1503 Madryt          | 25 lipca 1564 Wiedeń               | 28 kwietnia 1521  | 25 lipca 1564              | Filip I Piękny Joanna Szalona               |
| 28 | Karol II                 |          | 3 czerwca 1540 Wiedeń         | 10 lipca 1590 Graz                 | 25 lipca 1564     | 10 lipca 1590              | Ferdynand I Habsburg Anna Jagiellonka       |
| 29 | Ferdynand II             |          | 9 lipca 1578 Graz             | 15 lutego 1637 Wiedeń              | 10 lipca 1590     | 15 lutego 1637             | Karol II Habsburg Maria Anna Bawarska       |

Od 1637 książęta Styrii tożsami z władcami Austrii